# Frank Zappa's Classical Selection
Frank Zappa's Classical Selection je hudební album věnované Franku Zappovi, vydané v roce 2011.

## Seznam skladeb

### Disk 1
1. The Ride of the Valkyries (5:48)
2. Spring rounds (3:07)
3. Bagatelle (1:15)
4. Royal March (2:37)
5. Jupiter (6:58)
6. Hyperprism (4:22)
7. Excerpt (9:09)
8. Bolero (16:07)
9. Begleitungsmusik zu einer Lichtspielszene, Op. 34 (7:59)
10. Sensemaya (6:00)
11. 4.33 (4:35)
12. Study No. 11 (3:32)
13. 1. L'artisanat furieux (1:28)

### Disk 2
1. Part 1 (7:46)
2. Part 2 (9:04)
3. Excerpt (9:46)
4. Part 1 (8:13)
5. Part 2 (9:08)
6. Part 1 (7:45)
7. Part 2 (8:04)
8. Threnody to the Victims of Hiroshima (9:44)
9. Electronic Music No. 1 (10:06)